# 천안오성중학교
천안오성중학교(天安五城中學校)는 대한민국 충청남도 천안시 서북구 두정동에 있는 공립 중학교이다.

## 학교 연혁
- 2001년 1월 29일 : 천안오성중학교 설립인가(36학급)
- 2003년 3월 5일 : 제1회 입학식(404명)
- 2003년 10월 15일 : 개교식
- 2020년 11월 19일 : 감성꿈틀사업(633,080천원) 선정
- 2023년 9월 1일 : 제8대 이경범 교장 취임
- 2024년 1월 5일 : 제20회 졸업식(271명)
- 2025년 3월 1일 : 제9대 김병춘 교장 취임
- 2025년 3월 4일 : 제23회 입학식(288명)

## 참고 자료
- 천안오성중학교 - 한국교육학술정보원 학교알리미